# Acanthopetalum subpatens
Acanthopetalum subpatens är en mångfotingart som beskrevs av Mauriès, Golovatch och Stoev 1997. Acanthopetalum subpatens ingår i släktet Acanthopetalum och familjen Schizopetalidae. Inga underarter finns listade i Catalogue of Life.